# Izlazak sunca
Izlazak sunca, svitanje ili osvit označava izlazak Sunca nad obzorom. Prije izlaska sunca nastupa zora koja varira ovisno o zemljopisnoj širini. Izlazak Sunca započinje kada na obzoru izlazi vršak sunca.
Iako se čini da se Sunce "izdiže" iz obzora, to je zapravo pokretanje Zemlje koji uzrokuje pojavu Sunca. Iluzija pomičnog Sunca proizlazi iz toga što su promatrači Zemlje u rotirajućem referentnom okviru; ovaj prividni pokret je toliko uvjerljiv da su mnoge kulture imale mitologije i religije izgrađene oko geocentričnog modela, koji je prevladavao sve dok astronom Nikola Kopernik nije formulirao svoj heliocentrični model u 16. stoljeću.
Izlazak sunca je prikazana zastavi Maršalovih Otoka, na kojoj dijagonalna bijela vrpca predstavlja izlazak Sunca i mir.
Na Merkuru je moguć dvostruk izlazak Sunca ili dvostruko podne zbog njegova svojstvena gibanja. Na Marsu, nebo tijekom izlaska sunca je plavo.
Izlazak sunca ima posebno mjesto u glazbi, književnosti i umjetnosti. Na primjer, jedna od najpoznatijih Monetovih slika je upravo Impresija: izlazak sunca.

## Lažni izlazak sunca
To je bilo koji od nekoliko atmosferskih optičkih fenomena u kojima se čini da je Sunce izišlo, ali je zapravo još uvijek na udaljenosti ispod obzora. Za ovaj učinak mogu biti odgovorni različiti atmosferski uvjeti, koji svi preusmjeravaju sunčevu svjetlost na takav način da joj omoguće da dopre do promatračkog oka, stvarajući tako dojam da svjetlost dolazi izravno iz samog Sunca. Širenje svjetlosti ponekad može biti obmanjujuće slično pravom suncu.

## Galerija
- Astronomski pogledi na zalazak sunca
- Izlazak sunca i puni Mjesec u Loparu.
- Izlazak Sunca iznad Zemlje.
- Izlazak sunca na Marsu